# Маркиз Рединг
Маркиз Рединг (англ. Marquess of Reading) — наследственный титул в системе Пэрства Соединённого королевства.

## История
Титул маркиза Рединга был создан 7 мая 1926 года для Руфуса Дэниела Айзекса, 1-го графа Рединга (1860—1935). Он занимал посты генерального солиситора (1910), генерального атторнея (1910—1913), лорда главного судьи Англии и Уэльса (1913—1921), вице-короля Индии (1921—1925), министра иностранных дел Великобритании (1931) и лорда-хранителя пяти портов (1934—1935). Также он являлся лидером Палаты лордов (1931) и лидером либеральной партии в Палате лордов (1931—1935). Для него были созданы титулы барона Рединга из Эрли в графстве Беркшир (1914), виконта Рединга из Эрли в графстве Беркшир (1916), виконта Эрли из Эрли в графстве Беркшир и графа Рединга (1917).
Титул маркиза Рединга — этой самый высокий титул британского пэра, который когда-нибудь получал еврей, и один из недавно созданных маркизатов, дошедших до нашего времени в системе Пэрства Соединённого королевства.
После смерти 1-го маркиза Рединга ему наследовал его сын, Джерард Руфус Айзекс, 2-й маркиз Рединг (1889—1960). Он занимал должности заместителя министра иностранных дел (1951—1953) и государственного министра иностранных дел Великобритании (1953—1957) в консервативных правительствах Уинстона Черчилля и Энтони Идена.
По состоянию на 2025 год, обладателем титула маркиза являлся его внук, Саймон Чарльз Генри Руфус Айзекс, 4-й маркиз Рединг (род. 1942), который сменил своего отца в 1980 году.
Семья Айзекс до недавнего времени проживала в Джейнс Корт в Бисли (графство Глостершир).
В мае 1804 года титул барона Рединга был предложен бывшему премьер-министру Великобритании Генри Аддингтону (1757—1844), но последний отказался, а позднее получил титул виконта Сидмута (1805).

## Маркизы Рединг (1926)

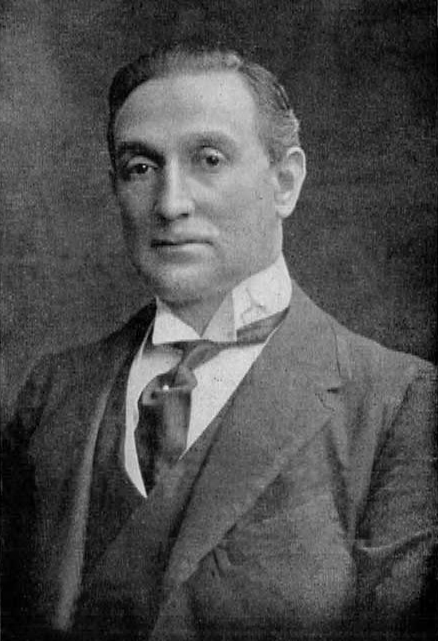
Руфус Дэниел Айзекс, 1-й маркиз Рединг

- 1926—1935: Руфус Дэниел Айзекс, 1-й маркиз Рединг (10 октября 1860 — 30 декабря 1935), сын импортера фруктов Джозефа (Иосефа) Айзекса;
- 1935—1960: Джеральд Руфус Айзекс, 2-й маркиз Рединг (10 января 1889 — 19 сентября 1960), единственный сын предыдущего;
- 1960—1980: Майкл Альфред Руфус Айзекс, 3-й маркиз Рединг (8 марта 1916 — 2 июля 1980), единственный сын предыдущего;
- 1980 — настоящее время: Саймон Чарльз Генри Руфус Айзекс, 4-й маркиз Рединг (род. 18 мая 1942), единственный сын предыдущего;
  - Наследник: Джулиан Майкл Руфус Айзекс, виконт Эрли (род. 1986), единственный сын предыдущего.